# 莫愁湖街道
莫愁湖街道（ばくしゅうこがいどう）は、南京市建鄴区の街道。現行行政地名は莫愁湖街道莫愁湖社区、莫愁湖街道江東門社区などの社区13個がある。

## 行政区画
13社区を管轄する。

## 施設
・介護施設：
・図書館：

### 交通
・地下鉄の駅：

### 教育
・大学：
・中学：
・小学：

### 医療
・病院：

### 娯楽
・体育館：